# Condado de Botetourt
El condado de Botetourt (en inglés: Botetourt County) es un condado en el estado estadounidense de Virginia. En el censo de 2000 el condado tenía una población de 30.496 habitantes. Forma parte del área metropolitana de Roanoke. La sede del condado es Fincastle. El condado fue formado en 1770 a partir de una porción del condado de Augusta. Fue nombrado en honor a Norborne Berkeley, 4° Barón Botetourt, quien fue gobernador colonial de Virginia entre 1768 y 1770.

## Geografía
Según la Oficina del Censo, el condado tiene un área total de 1.414 km² (546 sq mi), de la cual 1.405 km² (543 sq mi) es tierra y 8 km² (3 sq mi) (0,60%) es agua.

### Condados adyacentes
- Condado de Rockbridge (noreste)
- Condado de Bedford (sureste)
- Condado de Roanoke (suroeste)
- Condado de Craig (oeste)
- Condado de Alleghany (noroeste)

## Áreas protegidas nacionales
- Blue Ridge Parkway
- George Washington and Jefferson National Forests

## Demografía
En el  censo de 2000, hubo 30.496 personas, 11.700 hogares y 9.114 familias residiendo en el condado. La densidad poblacional era de 56 personas por milla cuadrada (22/km²). En el 2000 había 12.571 unidades unifamiliares en una densidad de 23 por milla cuadrada (9/km²). La demografía del condado era de 94,91% blancos, 3,52% afroamericanos, 0,22% amerindios, 0,47% asiáticos, 0,19% de otras razas y 0,69% de dos o más razas. 0,59% de la población era de origen hispano o latino de cualquier raza. 
La renta promedio para un hogar del condado era de $48.731 y el ingreso promedio para una familia era de $55.125. En 2000 los hombres tenían un ingreso medio de $37.182 versus $25.537 para las mujeres. La renta per cápita para el condado era de $22.218 y el 5,20% de la población estaba bajo el umbral de pobreza nacional.

## Ciudades y pueblos
- Blue Ridge
- Buchanan
- Cloverdale
- Daleville
- Eagle Rock
- Fincastle
- Hollins
- Oriskany
- Springwood
- Troutville